# Miracle Beach Provincial Park
Der Miracle Beach Provincial Park ist ein 137 Hektar großer Provincial Park in der kanadischen Provinz British Columbia. Er liegt etwa 22 Kilometer nördlich von Courtenay und 22 Kilometer südlich von Campbell River an der Ostküste der Insel Vancouver Island und ist über den Highway 19A zu erreichen. Der Park liegt im Comox Valley Regional District.

## Anlage
Der Park liegt unmittelbar an der Straße von Georgia und wird im nördlichen Teil vom Black Creek durchflossen. Das Gelände im südlichen Parkteil gliedert sich in den etwas vom Ufer abgesetzten Campingbereich und den unmittelbar am Ufer liegenden Picknickbereich. Während der nördliche Teil mit dem Bach von Grasland beherrscht wird, ist der südliche Teil dicht bewaldet.
Bei dem Park handelt es sich um ein Schutzgebiet der Kategorie II (Nationalpark).

## Geschichte
Der Park wurde 1950 eingerichtet. Wie bei fast allen Provinzparks in British Columbia gilt aber auch für diesen, dass er lange bevor die Gegend von Einwanderern besiedelt oder sie Teil eines Parks wurde, Jagd- und Fischereigebiet verschiedener Stämme der First Nations war. Sein Name beruht auf einer Indianerlegende. Es war einmal – so lautet die Geschichte –, dass die ansässigen Cape Mudge Indianer angeschlagen und ängstlich waren, die Beute der umliegende kriegerischen Stämme. Eines Tages kam ein hungernder Fremder zu ihnen gestolpert. Er wurde von ihnen genährt, gekleidet und ein Freund. Der Fremde entpuppte sich dann als ein Bote des Großen Geistes.
Bevor der Park 1950 von der Provinz übernommen wurde, war er im Privatbesitz. Im Laufe der Jahre wurde der ursprünglich 57 Hektar dann noch mehrfach vergrößert.

## Flora und Fauna
Der Park liegt im gemäßigten Regenwald. Das Ökosystem von British Columbia wird weiterhin in verschiedene biogeoklimatischen Zonen eingeteilt. Diese biogeoklimatischen Zonen zeichnen sich durch ein grundsätzlich identisches oder sehr ähnliches Klima sowie gleiche oder sehr ähnliche biologische und geologische Voraussetzungen aus. Daraus resultiert in den jeweiligen Zonen dann auch ein sehr ähnlicher Bestand an Pflanzen und Tieren. Innerhalb des Systems wird der Park der Dry Maritime Subzone innerhalb der Coastal Douglas-fir Zone zugeordnet.
Nach der letzten forstwirtschaftlicher Nutzung und Aufforstung Anfang des 20. Jahrhunderts wachsen hier nun hauptsächlich Douglasien, westamerikanische Hemlocktannen und Riesen-Lebensbäume. Allerdings findet sich hier auch der Großblättrige Ahorn (im englischen Sprachraum „Bigleaf Maple“ genannt) und die Rot- oder Oregon-Erle (engl. Red alder). Der Wald hat hier einen Unterwuchs aus Rippenfarnen, Prachthimbeeren, Shallon-Scheinbeeren und Kreuzdorn. Im Unterholz finden sich ebenfalls Nuttalls Blüten-Hartriegel auch Pazifischer Blüten-Hartriegel genannt (engl. Pacific Dogwood), die Wappenpflanze von British Columbia.
Der Tidenhub der Strait of Georgia ist auch hier deutlich spür- und sichtbar, er beträgt im Regelfall etwa 2 bis 3 Meter. Die dadurch entstehende Gezeitenzone ist reich an maritimen Leben. Bei Ebbe besteht die Möglichkeit am Strand Muschelbänke und andere maritime Lebewesen zu sehen. Die Muscheln locken Seeotter und Seehunde, verschiedene Fische auch Fischadler und Weißkopfseeadler an.
Der, den Park durchfließende, Black Creek ist Laichgebiet von Wildlachsen. An seinem Unterlauf befindet sich auch eine Zählstation um die Entwicklung der Population verfolgen zu können. An Fischen vertreten sind hier auch pazifische Lachse, vor allem der Silberlachs (engl. Coho Salmon), die Regenbogenforelle sowie die Cutthroatforelle.
Im Park lässt sich, neben dem Sumpfzaunkönig, auch der Diademhäher (engl. Stellar’s Jay), der Wappenvogel British Columbias, beobachten.

## Aktivitäten
Die touristischen Attraktionen des Parks stellt der Picknickbereich mit seinem Sandstrand und der Gezeitenzone dar. Der Park ist besonders bei Familien mit Kindern sehr beliebt.
Im Park befindet sich das von RLC Enterprize unterhaltene Miracle Beach Nature House, welches Veranstaltungen (die sogenannten „Interpretive Programs“) durchführt. Diese Veranstaltung bietet Vorträge und Spiele, um dem Publikum die Natur nahezubringen sowie Ausstellungen zur Naturgeschichte des Parks.
Der Park verfügt über einen, mit Sanitäranlagen, ausgestatteten Campingbereich. Dieser bietet insgesamt 200, zum größten Teil reservierbare, Stellplätze für Wohnmobile und Zelte.